# Accademia svizzera di scienze umane e sociali
L'Accademia svizzera delle scienze umane e sociali (ASSU, in tedesco: Schweizerische Akademie der Geistes- und Sozialwissenschaften - SAGW, in francese: Académie suisse de sciences humaines et sociales - ASSH, in romancio: Academia svizra da scienzas umanas e socialas - ASSUS, in inglese: Swiss Academy of Humanities and Social Sciences - SAHS) è l'organizzazione svizzera che riunisce le società scientifiche attive nel campo delle scienze umane e sociali.
La sede è a Berna.

## Storia
Fu fondata il 24 novembre 1946 a Zurigo col nome Società Svizzera delle Scienze Umane, su impulso dell'Union académique internationale e col patrocinio di Max Wassmer. L'obiettivo iniziale era quello di partecipare a vari lavori di ricerca internazionali nell'ambito delle scienze umane. Dopo aver cambiato nome nel 1990, otto anni dopo raggiunse il numero di 50 membri: 47 società e tre fondazioni.
Dal giugno 2007 ha aderito all'Accademia Svizzera delle Scienze insieme alle omologhe Accademia svizzera di scienze naturali, Accademia svizzera di scienze mediche (SAMW) e Accademia svizzera di scienze tecniche (SATW), costituita con l'obbiettivo di «aumentare il peso di coloro che parlano in nome della scienza nei confronti del mondo politico».

## Organizzazione
Il suo finanziamento dipende in larga misura dal Fondo nazionale svizzero per la ricerca scientifica che viene annualmente assegnato dal Segretariato di Stato per l'Istruzione e la Ricerca a tutti gli istituti di ricerca presenti nel Paese. Il budget assegnato nel 2008 è statoi pari a 16.000 franchi svizzeri.
I membri affiliati dell'ASSH sono divisi in tre sezioni (scienze linguistiche e letterarie, le scienze storiche-culturali e scienze sociali) e si riuniscono annualmente. L'accademia è governata da un comitato direttivo eletto dall'assemblea annuale per un mandato di tre anni, con l'obbligo di riunirsi quattro volte all'anno.

## Attività
Oltre a supportare periodicamente periodici e monografie, conferenze e congressi scientifici, l'ASSH partecipa attivamente al progetto del Dizionario storico della Svizzera, del database dei beni culturali svizzeri, del sito infoclio.ch, di Metagrid (in collaborazione con l'istituto interno Documenti diplomatici svizzeri) e al Servizio svizzero di informazione e archiviazione delle scienze sociali (SIDOS).